# Říp
Hora Říp (het Tsjechische woord hora betekent berg) of kortweg Říp (in het Duits bekend als Georgsberg of Sankt Georgsberg) is een 456 meter hoge berg in de okres Litoměřice, Tsjechië. Říp ligt aan de linkerzijde van de Elbe, ongeveer 6,5 kilometer zuidelijk van de stad Roudnice nad Labem bij het dorp Krabčice. Vroeger was de berg een katholiek bedevaartsoord, tegenwoordig is het een nationaal bedevaardsoord.

## Naamgeving
De Tsjechische naam Říp is een naam die waarschijnlijk stamt uit de tijd voor de Slaven zich in het huidige Tsjechië hebben gevestigd. Het komt waarschijnlijk van de Germaanse stam *rīp, wat verhoging of heuvel betekent.
De Duitse naam, (Sankt) Georgsberg, is afkomstig van een romaanse rotunda die gewijd is aan Sint Joris, die op de berg is gebouwd.